# Drentwede
Drentwede ist eine Gemeinde im Landkreis Diepholz in Niedersachsen. Sie ist Mitgliedsgemeinde der Samtgemeinde Barnstorf, die ihren Verwaltungssitz in dem Flecken Barnstorf hat.

## Geografie
Drentwede liegt zwischen dem Naturpark Dümmer und dem Naturpark Wildeshauser Geest ungefähr in der Mitte zwischen Bremen und Osnabrück.

## Gemeindegliederung
Die Ortsteile der Gemeinde sind Bockstedt und Drentwede.

## Geschichte
Die Region Drentwede wurde erstmals in den Aufzeichnungen des Klosters Corvey erwähnt, jedoch unter dem Namen „Gerdinghusen“. Bereits im 9. Jahrhundert ließen sich Sachsen im Zuge der Völkerwanderung in dieser Gegend nieder. Ab 1077 übernahm das Bistum Osnabrück die Abgaben der Region. Im 13. Jahrhundert erscheinen erstmals die Namen „Drentwede“ und „Adelhom“ in den Aufzeichnungen.
Die ältesten Höfe in der Region, sogenannte Vollerbenhöfe, entstanden bereits vor dem Jahr 1000 und waren oftmals Einzel- oder Doppelhöfe, die auf fruchtbaren Sandinseln errichtet wurden. Sie waren durch Niedermoore voneinander getrennt. Spätere Siedlungen, wie die der Kötner, folgten in unmittelbarer Nähe zu den Vollerbenhöfen.
Drentwede war von 1820 bis 1852 Teil des Amtes Diepholz, von da an bis 1859 Teil des Amtes Auburg. 1859 gehörte es wieder zum nun vergrößerten Amt Diepholz, das 1885 in den Kreis Diepholz umgewandelt wurde.
Die damalige Gemeinde Bockstedt und heutiger Ortsteil entstand 1909 aus einem Teil der Gemeinde Aldorf.
1925 wurde die Gemeinde Drentwede an das Stromnetz der Nike (Niedersächsische Kraftwerke) angeschlossen. Das Gemeindebüro, welches sich zuvor stets im Haus des jeweiligen Bürgermeisters befand, wurde ab 1948 im (Rat-)Hause Drentwede Nr. 14 eingerichtet. 1974 gingen mit der Gemeindereform in Niedersachsen alle Verwaltungsaufgaben an die Samtgemeinde Barnstorf über. Die Gemeinde Bockstedt wurde im Zuge der Reform am 1. März 1974 eingegliedert.

## Politik

### Gemeinderat
Der Rat der Gemeinde Drentwede besteht aus neun Ratsfrauen und Ratsherren. Dies ist die festgelegte Anzahl für die Mitgliedsgemeinde einer Samtgemeinde mit einer Einwohnerzahl zwischen 501 und 1.000 Einwohnern. Die neun Ratsmitglieder werden durch eine Kommunalwahl für jeweils fünf Jahre gewählt. Die aktuelle Amtszeit begann am 1. November 2021 und endet am 31. Oktober 2026.
Die letzten Gemeinderatswahlen ergaben folgende Sitzverteilungen:
| Partei | 2021 | 2016 |
| ------ | ---- | ---- |
| WGD    | 7    | 8    |
| SPD    | 2    | 3    |

### Bürgermeister
Der Gemeinderat wählte das Gemeinderatsmitglied Dirk Meinecke (WGD) zum ehrenamtlichen Bürgermeister für die aktuelle Wahlperiode.
Ehemalige Bürgermeister
- 1886–1919: Ludwig Becker (* 1848; † 1923)
- 1919–Frühjahr 1945: Fritz Kleine (* 1880; † 1963); die britische Militärregierung hatte die Absetzung aller bisherigen Bürgermeister verfügt.
- 4. Juli 1945–1946: Christian Amelung (* 1895; † 1950); im Auftrag der Militärregierung zum Bürgermeister ernannt.
- 1946–1948: Otto Sudholz (* 1893; † 1958); SPD
- 1948–1974: Friedrich Harms (* 1905; † 1975); CDU
- 1974–1986: Fritz Jürgens (* 1926); FDP
- 1986–2021: Theo Amelung (* 1942; † 2023); WGD
- seit 2021: Dirk Meinecke; WGD

## Bauwerke
In der Liste der Baudenkmale in Drentwede sind 14 Baudenkmale aufgeführt.

## Verkehr
Durch die Gemeinde verlaufen die Bundesstraße 51 (Bassum–Osnabrück) sowie die Bahnstrecke Wanne-Eickel–Hamburg. Der Bahnhof Drentwede wird seit Mai 1987 nicht mehr im Personenverkehr angefahren und dient heute nur noch als Betriebsbahnhof.